# Стшелецько-Дрезденецький повіт
Стшелецько-Дрезденецький повіт (пол. powiat strzelecko-drezdenecki) — один з 12 земських повітів Любуського воєводства Польщі.
Утворений 1 січня 1999 року в результаті адміністративної реформи.

## Загальні дані
Повіт знаходиться у північній частині воєводства.
Адміністративний центр — місто Стшельце-Краєнські.
Станом на 1.01.2008 населення становить 50 072 осіб, площа 1247,84 км².
На терени повіту були депортовані 540 українців з українських етнічних територій у 1947 році (т. з. акція «Вісла»).

## Демографія
Демографічні дані повіту станом на 30.06.2005:
|       | Всього | Всього | Жінки  | Жінки | Чоловіки | Чоловіки |
| ----- | ------ | ------ | ------ | ----- | -------- | -------- |
|       | осіб   | %      | осіб   | %     | осіб     | %        |
| Повіт | 50 380 | 100    | 25 641 | 50,9  | 24 739   | 49,1     |
| Міста | 23 773 | 100    | 12 356 | 52    | 11 417   | 48       |
| Села  | 26 607 | 100    | 13 285 | 49,9  | 13 322   | 50,1     |